# حوض الملح (جيولوجيا)

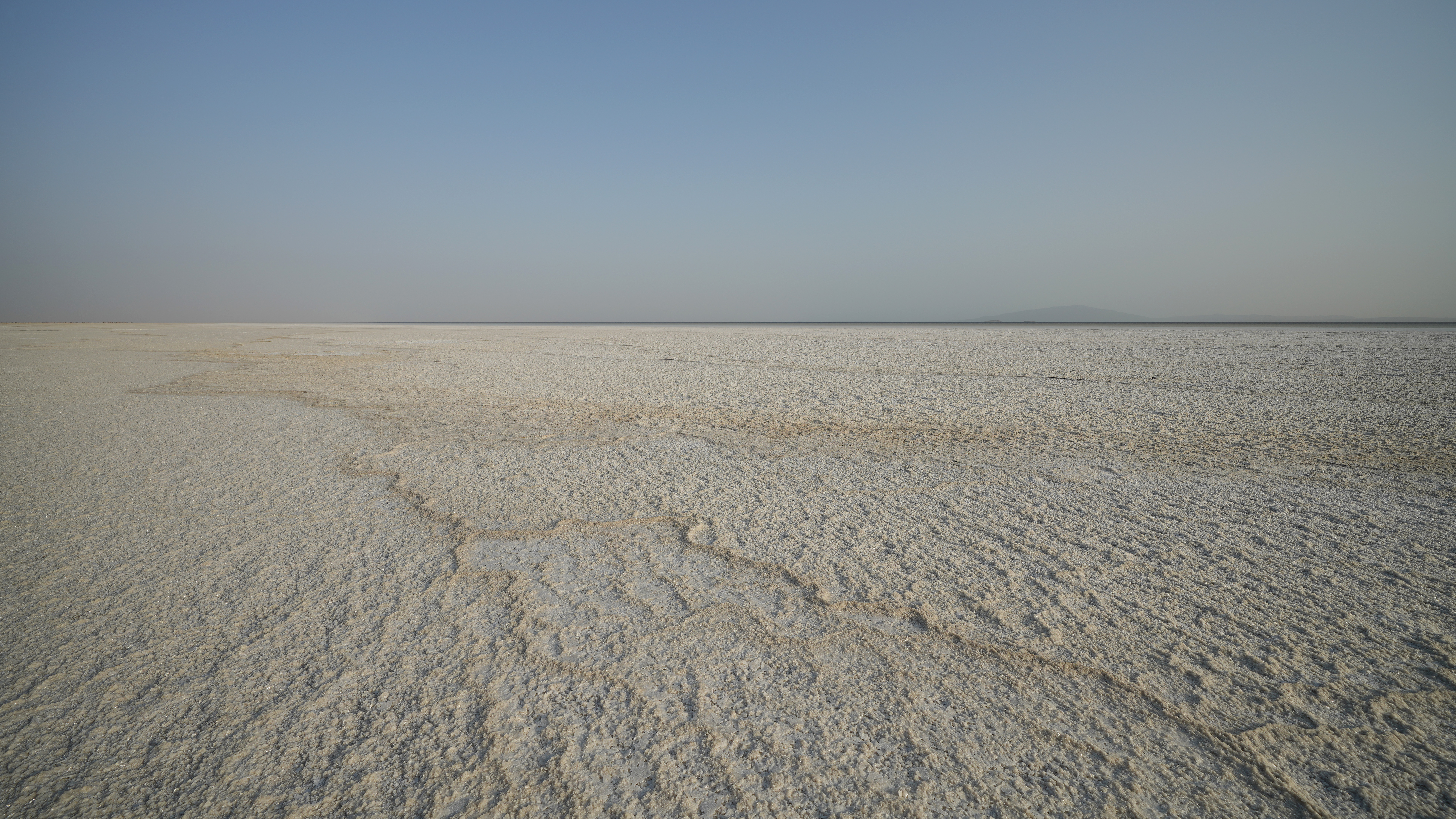
قشرة ملحية في بحيرة كروم في إثيوبيا

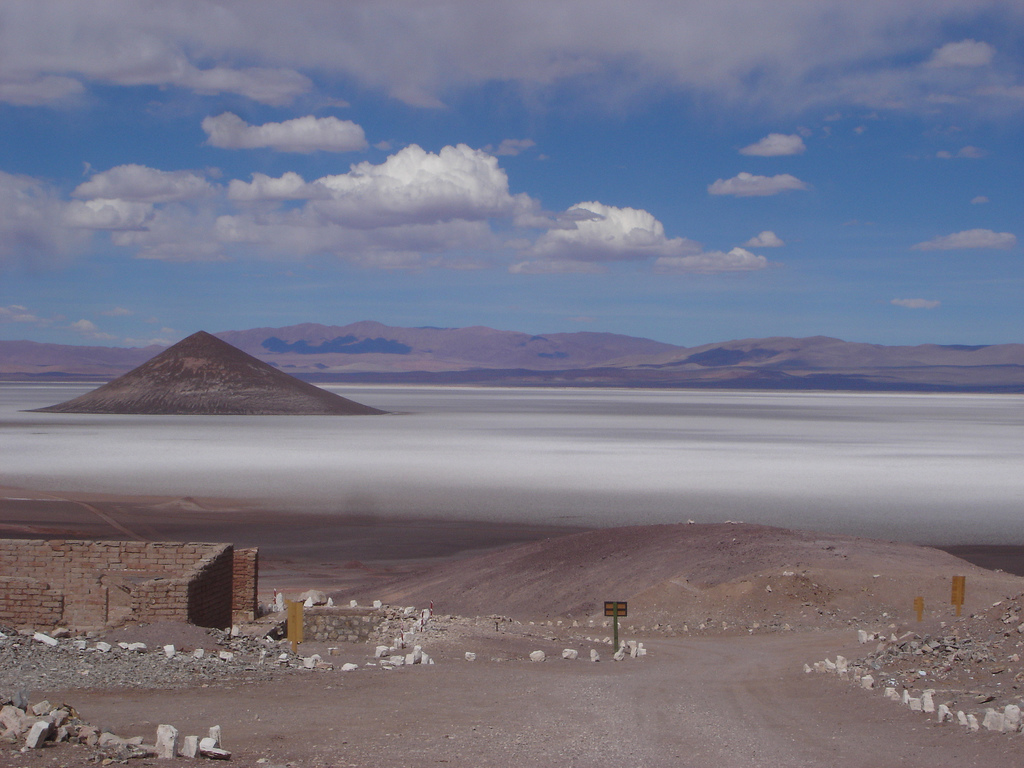
كونو دي أريتا في سالار دي أريزارو ، سالتا (الأرجنتين)

أحواض الملح الطبيعية أو قشرة ملحية salt flats عبارة عن مساحات مسطحة من الأرض مغطاة بالملح والمعادن الأخرى ، وعادة ما تكون بيضاء مشرقة تحت أشعة الشمس . توجد في الصحاري وهي تكوينات طبيعية (على عكس أحواض تبخير الملح ، والتي هي اصطناعية).
تتشكل قشرة الملح بتبخر بركة مائية ، مثل بحيرة أو بركة . يحدث هذا في المناخات التي يتجاوز فيها معدل تبخر المياه معدل الترسيب ، يحدث هذا عادة في الصحاري. إذا تعذر تصريف الماء في الأرض ، فإنه يظل على السطح حتى يتبخر تاركًا وراءه المعادن المترسبة من أيونات الملح المذابة في الماء. على مدى آلاف السنين ، تتراكم المعادن (عادة الأملاح) على السطح.  تعكس هذه المعادن أشعة الشمس (من خلال الإشعاع) وتظهر غالبًا كمناطق بيضاء.
يمكن أن تكون أحواض الملح خطيرة. يمكن أن تخفي قشرة الملح مستنقعًا من الطين ، فعندما تسير عليها شاحنة قد تبتلعها. يحتوي منخفض القطارة في الصحراء الغربية الموجودة في شمال مصر على العديد من هذه الفخاخ التي كانت بمثابة حواجز استراتيجية خلال الحرب العالمية الثانية . 

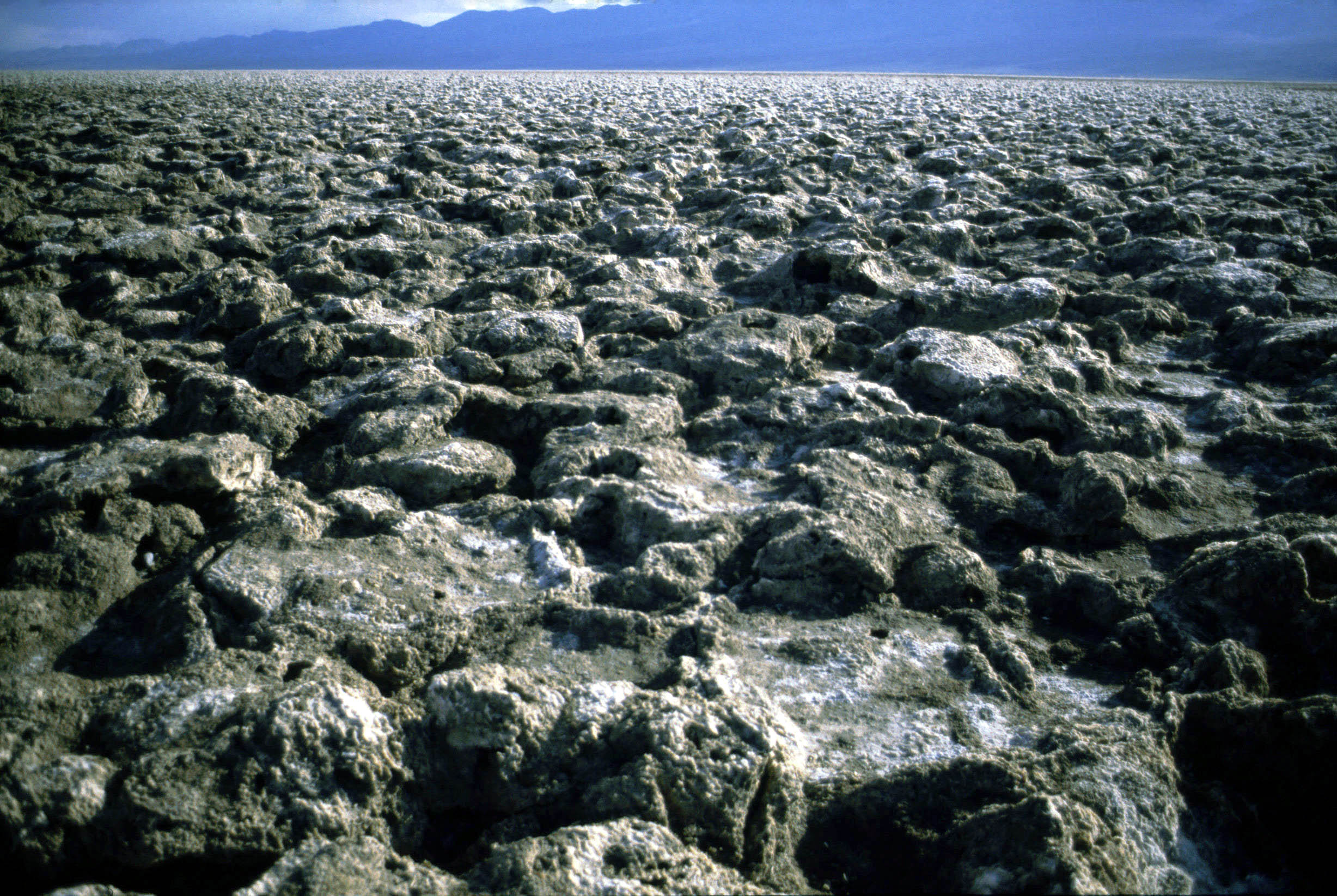
ملعب ديفيلز للجولف ، حديقة وادي الموت الوطنية ، الولايات المتحدة

## أمثلة
يعتبر حوض بونفيل في ولاية يوتا ، حيث تم تسجيل العديد من الأرقام القياسية عليها بسيارات سريعة ، عبارة عن حوض ملح معروف في المناطق القاحلة في غرب الولايات المتحدة .
يعتبر حوض إتوشا ، في حديقة إيتوشا الوطنية في ناميبيا ، مثالًا بارزًا آخر على المسطحات الملحية.
Salar de Uyuni في بوليفيا هي أكبر محمصة ملح في العالم. تحتوي على 50٪ إلى 70٪ من احتياطيات الليثيوم المعروفة في العالم.  تجعل المساحة الكبيرة والسماء الصافية والتسطيح الاستثنائي للسطح من سالار مساحة مثالية لمعايرة مقاييس الارتفاع للأقمار الاصطناعية الخاصة بمراقبة الأرض عن بعد.  

## أنظر أيضا
- Dry lake – Basin or depression that formerly contained a standing surface water body
- Sabkha – Salt lake above the tide line, where evaporite deposits accumulate
- Salt diapir – Structural dome formed of salt or halitePages displaying short descriptions of redirect targets
- Salt evaporation pond – Shallow artificial pond designed to extract salts from sea water or other brines,
- Salt lake – Landlocked body of water which has a high concentration of salts
- Salt tectonics – Geometries and processes associated with the presence of significant thicknesses of evaporites
- Sink – Closed drainage basin that allows no outflowPages displaying short descriptions of redirect targets
- Solonchak – soil typePages displaying wikidata descriptions as a fallback
- Mudflat – Coastal wetlands where sediments have been deposited by tides or rivers